# Chiesa di San Provolo
La chiesa di San Provolo (nome veneziano per San Procolo), era un edificio religioso della città di Venezia, nel sestiere di Castello.

## Storia
La fondazione della chiesa secondo la tradizione risalirebbe al dogado di Angelo Partecipazio, ossia nell'arco temporale compreso tra gli anni 809 e 827, congiuntamente alla fondazione del monastero benedettino femminile di San Zaccaria, adiacente alla chiesa. Per tale contiguità, le monache ottennero l'elevazione a chiesa parrocchiale nell'anno 850, al posto della chiesa di San Zaccaria, anche se è solo dal 1107 che è documentata l'esclusiva titolarità dei diritti parrocchiali, susseguente alla ricostruzione della chiesa dopo l'incendio del 1106 che distrusse la fabbrica originaria. La stessa comunità monastica deputava e stipendiava due cappellani incaricati della cura pastorale dei fedeli e dell'amministrazione dei sacramenti.
Restaurata nel 1389, venne rifabbricata nel 1646 con cinque altari e decorata con dipinti di Palma il Giovane, Sante Peranda, l'Aliense, Pietro Liberi e Gregorio Lazzarini.
La parrocchia fu soppressa  in seguito ai decreto napoleonico del 7 dicembre 1807 (Decreto portante vari provvedimenti a favore della città di Venezia) che fra l'altro prevedeva la riorganizzazione e la riduzione delle parrocchie della città e fu annessa in un primo momento alla parrocchia di Sant'Antonino e poi dal 1810 alla neo costituita parrocchia di San Zaccaria. Spogliata dei suoi arredi fu parzialmente demolita e convertita in abitazioni private nel 1818. Della chiesa di San Provolo non restano oggi che i nascosti spessori murari perimetrali all'interno di una scuola e l'immagine del campanile tracciata dal De' Barbari. All'interno della scuola sopravvive anche il soffitto con l'affresco settecentesco dell'Assunzione della Vergine, relitto dell'ultima cappella spogliata.